# Long Pine
Long Pine é uma cidade localizada no estado americano de Nebraska, no Condado de Brown.

## Demografia
Segundo o censo americano de 2000, a sua população era de 341 habitantes.
Em 2006, foi estimada uma população de 342, um aumento de 1 (0.3%).

## Geografia
De acordo com o United States Census Bureau, a localidade tem uma área de 1,5 km², sem área coberta por água.

## Localidades na vizinhança
O diagrama seguinte representa as localidades num raio de 32 km ao redor de Long Pine.